# Carex quirponensis
Carex quirponensis är en halvgräsart som beskrevs av Merritt Lyndon Fernald. Carex quirponensis ingår i släktet starrar, och familjen halvgräs. Inga underarter finns listade i Catalogue of Life.